# Callopsylla saxatilis
Callopsylla saxatilis är en loppart som först beskrevs av Ioff et Argyropulo 1934.  Callopsylla saxatilis ingår i släktet Callopsylla och familjen fågelloppor. Inga underarter finns listade i Catalogue of Life.